# Stockton (Nueva York)
Stockton es un pueblo ubicado en el condado de Chautauqua en el estado estadounidense de Nueva York. En el año 2000 tenía una población de 2.331 habitantes y una densidad poblacional de 19 personas por km².

## Geografía
Stockton se encuentra ubicado en las coordenadas 42°18′9″N 79°21′5″O / 42.30250, -79.35139.

## Demografía
Según la Oficina del Censo en 2000 los ingresos medios por hogar en la localidad eran de $39,423, y los ingresos medios por familia eran $44,146. Los hombres tenían unos ingresos medios de $32,880 frente a los $21,667 para las mujeres. La renta per cápita para la localidad era de $17,717. Alrededor del 9.9% de la población estaban por debajo del umbral de pobreza.